# Tiroloscia pyrenaica
Tiroloscia pyrenaica is een pissebed uit de familie Philosciidae. De wetenschappelijke naam van de soort is voor het eerst geldig gepubliceerd in 1897 door Adrien Dollfus.